# Horaiclavus filicinctus
Horaiclavus filicinctus é uma espécie de gastrópode do gênero Horaiclavus, pertencente a família Horaiclavidae.